# Sânpetru de Câmpie
Sânpetru de Câmpie (Hongaars: Uzdiszentpéter) is een comună in het district Mureș, Transsylvanië, Roemenië. Het is opgebouwd uit zes dorpen, namelijk:
- Bârlibaş
- Dâmbu
- Satu Nou
- Sângeorgiu de Câmpie
- Sânpetru de Câmpie
- Tuşinu

De gemeente maakt (hoewel gelegen in het district Mures) geen onderdeel uit van het Szeklerland maar van de etnische regio Mezöség (Zevenburgse Vlakte).

## Demografie
In 2002 telde de comună zo'n 3.181 inwoners, in 2007 waren dat er nog 3.068. Dat is een daling met 113 inwoners (-3,6%) in vijf jaar tijd. Van de 3.181 inwoners in 2002 waren er volgens de volkstelling zo'n 2.577 (81%) Roemenen, 350 (11%) Roma en 254 (8%) Hongaren.
In de gemeente hebben de dorpen Sânpetru de Câmpie (Uzdiszentpéter) en Tuşinu (Tuson) van oudsher een etnisch Hongaars karakter. De hoofdkern had in 2011 1131 inwoners, waarvan 108 Hongaren (9,6%). In Tuşinu waren er in 2011 591 inwoners, waarvan 81 Hongaren (13,7%).

## Zie ook

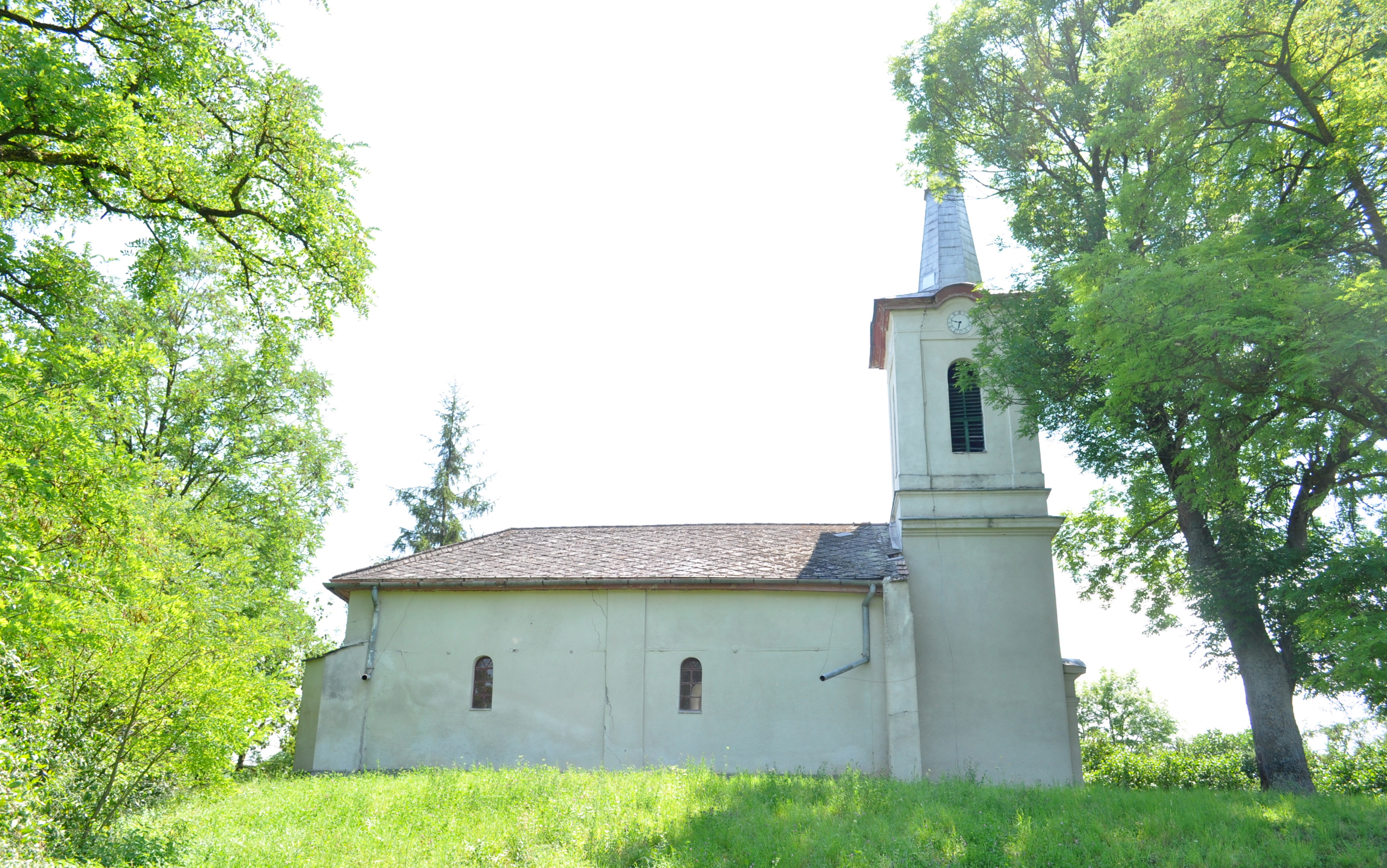
Hongaars gereformeerde kerk van Sânpetru de Câmpie (Uzdiszentpéter)